# Ірвін Роуз
Ірвін Роуз (англ. Irwin A. Rose; 16 червня 1926 року, Бруклін, США — 2 червня 2015) — американський біолог, лауреат Нобелівської премії з хімії 2004 року.

## Біографія і наукова робота
Ірвін Роуз народився в єврейській сім'ї укладальника паркетних підлог Херрі Ройз (родом з Одеси) і його дружини Елли Грінвальд. Навчався в Університеті штату Вашингтон, який закінчив у 1948 році з перервою на службу в армії під час Другої світової війни. У 1952 році там же захистив дисертацію. Роуз був керівником групи вчених в Онкологічному центрі в Фокс Чейзі (Філадельфія), яка відкрила роль убіквітину в клітинній системі деградації білків у протеосомах.
Більшість своїх дослідженні Ірвін Роуз провів з 1970 по 1980 роки, згодом втративши інтерес до наукових досліджень.
У 2004 році він отримав Нобелівську премію з хімії за це відкриття разом з Агароном Чехановером і Аврамом Гершко. Почесний професор у медичному коледжі Каліфорнійський університет в Ірвайні.
Дружина (з 1955 року) — біохімік Зельда Буденстайн Роуз (Zelda Budenstein Rose).

## Основні публікації
- Hershko, A., Ciechanover, A., and Rose, I.A. (1979) «Resolution of the ATP-dependent proteolytic system from reticulocytes: A component that interacts with ATP». Proc. Natl. Acad. Sci. USA76, pp. 3107-3110.
- Hershko, A., Ciechanover, A., Heller, H., Haas, AL, and Rose IA (1980) «Proposed role of ATP in protein breakdown: Conjugation of proteins with multiple chains of the polypeptide of ATP-dependent proteolysis». Proc. Natl. Acad. Sci. USA77, pp. 1783-1786.